# Læsøs historie
Læsøs historie omhandler Læsøs historie som en ø i Kattegat fra stenalderen over en blomstrende saltproduktion i middelalderen til økonomiske og administrative omstillinger i nyere. Øens udvikling er præget af perioder med strategisk betydning, affolkning og senere turisme, og den har i dag en særlig kulturarv knyttet til både natur og historie.

## Forhistorie
Menneskelig aktivitet på Læsø kan spores tilbage til stenalderen, hvor øen blev brugt af jægere og fiskere, men uden tegn på permanent beboelse. Øens dannelse skyldes landhævning efter sidste istid, og i tusinder af år var området dækket af hav. Først i ældre jernalder opstår spor efter faste bebyggelser, især i form af grave og bopladser. Der er ingen sikre fund af gravhøje på Læsø.
Der er ingen fund fra bronzealderen, men på dette tidspunkt har øen været oversvømmet.
I jernalderen var Læsø større i stenalderen, og der er fundet keramikskår i den vestlige del af øen. Der er dog ingen tegn på faste bebyggelser fra denne tid, og fundene tyder på, at øen kun blev brugt sporadisk gennem størstedelen af perioden. Først i yngre jernalder opstår indikationer på mere varig bosættelse.
Ved grusgravning nær Østerby Hallen i 1981 blev der fundet tilspidsede pæle af takstræ, tolket som rester af en anløbsbro i en vestvendt lagune mellem det nuværende Østerby Havn og strandvolden ved Østerby Kirke. En af pælene er kulstof 14-dateret til ca. år 650. Anlægget vurderes at have været en del af sejladsaktiviteten i Kattegat, indtil det på grund af landhævning blev afløst af en ny anløbsplads ved Evbakken.
Vikingetiden har heller ikke efterladt nogle arkæologiske spor. Dog nævnes Læsø i nordisk mytologi som Hlésey, hvor den er hjemsted for jætten Ægir (Hlér), der er havets personifikation og vært for gudernes fester. Ifølge Snorre Sturlassons Skáldskaparmál i  den Yngre Edda boede Ægir og hans hustru Ran på øen, hvor de bød aserne på øl og gilder i deres gyldne hal.

## Middelalderen
I middelalderen blev Læsø kendt for sin omfattende saltproduktion. Øens saltholdige grundvand blev kogt i store pander, og saltet var en vigtig handelsvare. Produktionen kulminerede i 1200- og 1300-tallet og var under kongelig kontrol. Skovrydning som følge af saltproduktionen førte til, at øen i dag stort set er uden skov.
I middelalderen spillede Læsø en vigtig rolle i den regionale økonomi på grund af sin omfattende saltproduktion, der blev brugt i stor stil til fødevarekonservering i hele Europa. Øens saltholdige grundvand blev kogt i store saltpander af jern, og saltet blev eksporteret til både det danske fastland og udenlandske markeder. I 1200- og 1300-tallet var produktionen så omfattende, at man har dokumenteret op til 1.000 aktive saltkedler. Saltindustrien krævede store mængder brændsel, hvilket førte til næsten total skovrydning på øen. Denne miljøpåvirkning har haft varige konsekvenser, og Læsø er i dag næsten uden naturlig skov.
Øen nævnes i skriftlige kilder fra 1200-tallet, hvor den var opdelt mellem kirkelige og kongelige ejere. En væsentlig del af jorden og indtægterne fra saltproduktionen tilhørte Viborg Domkirke og Vitskøl Kloster, mens kongen opretholdt suverænitet og retten til at opkræve skat og told. Øens administration blev i praksis varetaget af en kongelig foged med sæde i Klitgård ved Byrum, som fungerede som øens administrative centrum.
Der kendes ingen større krigsbegivenheder eller belejringer på Læsø i middelalderen, og der er ikke registreret voldsteder eller borganlæg på øen. Dens isolerede beliggenhed og forholdsvis stabile ejerskabsforhold kan have bidraget til den relative fredelighed.

## 1536–1849
Efter reformationen i 1536 blev øens kirker lagt ind under den evangelisk-lutherske statskirke. Øens økonomi ændrede sig gradvist væk fra salt, som næsten var ophørt ved 1600-tallets begyndelse. I denne periode blev fiskeri og landbrug de vigtigste erhverv.
Et af de mest markante fund fra perioden er Bogøgårdskatten, en stor sølvskat fundet i 1980 nær gården Bogøgård. Skatten stammer fra 1600-tallet og menes nedgravet efter 1672 under uroligheder Karl Gustav-krigene.
Ved den første bevarede folketælling fra 1787 boede der 1.471 på Læsø.
Efter skovrydning, tørvemangel og sandflugt blev landbruget på Læsø presset. Fra ca. 1700 tog mange mænd hyre uden for øen, især i tømmerhandel og søfart i Norge, hvilket efterlod et varigt underskud af arbejdskraft. Landbruget blev i stigende grad varetaget af kvinder, og gårdene skrumpede til eksistensminimum.

## 1849–1919
Efter Grundlovens underskrivelse i 1849 blev Læsø inddelt i sognekommuner under Hjørring Amt. Der var fortsat fokus på fiskeri og landbrug, især kvægavl og fiskeri efter hummer. 
Befolkningen begyndte at falde sidst i 1800-tallet, da unge udvandrede til Amerika eller flyttede til byerne på fastlandet.

## 1919–nu
Under anden verdenskrig blev Læsø besat den 9. april 1940, hvor 5–10 tyske soldater ankom og etablerede sig i en barak i Byrum. Planer om et større befæstningsanlæg ved Højsande blev aldrig realiseret, men tyskerne anlagde en tipvognsbane fra Vesterø Havn til Højsande og Nordmarken. En mindre lokal modstandsgruppe forsøgte at hindre anlægsarbejdet.
I efterkrigstiden skete en omlægning af øens erhverv. Landbruget blev mindre dominerende, mens fiskeriet, især af jomfruhummer, fortsatte. I 1991 blev Læsø Salt genetableret som kulturhistorisk projekt, og saltproduktionen kom igen til at spille en rolle i øens identitet.
Fra 1970 blev Læsø en del af Nordjyllands Amt, og efter strukturreformen i 2007 blev øen en selvstændig Læsø Kommune under Region Nordjylland.
Turisme er i dag en af de vigtigste indtægtskilder, og Læsø profilerer sig med sin særlige tangtagsarkitektur, sin natur og sin kulturhistorie. I 2022 var der 151.244 overnatninger på øen.
Læsø er den eneste danske kommune, der ikke har nogle beskyttelsesrum eller bunkere.